# Progetto Diamante

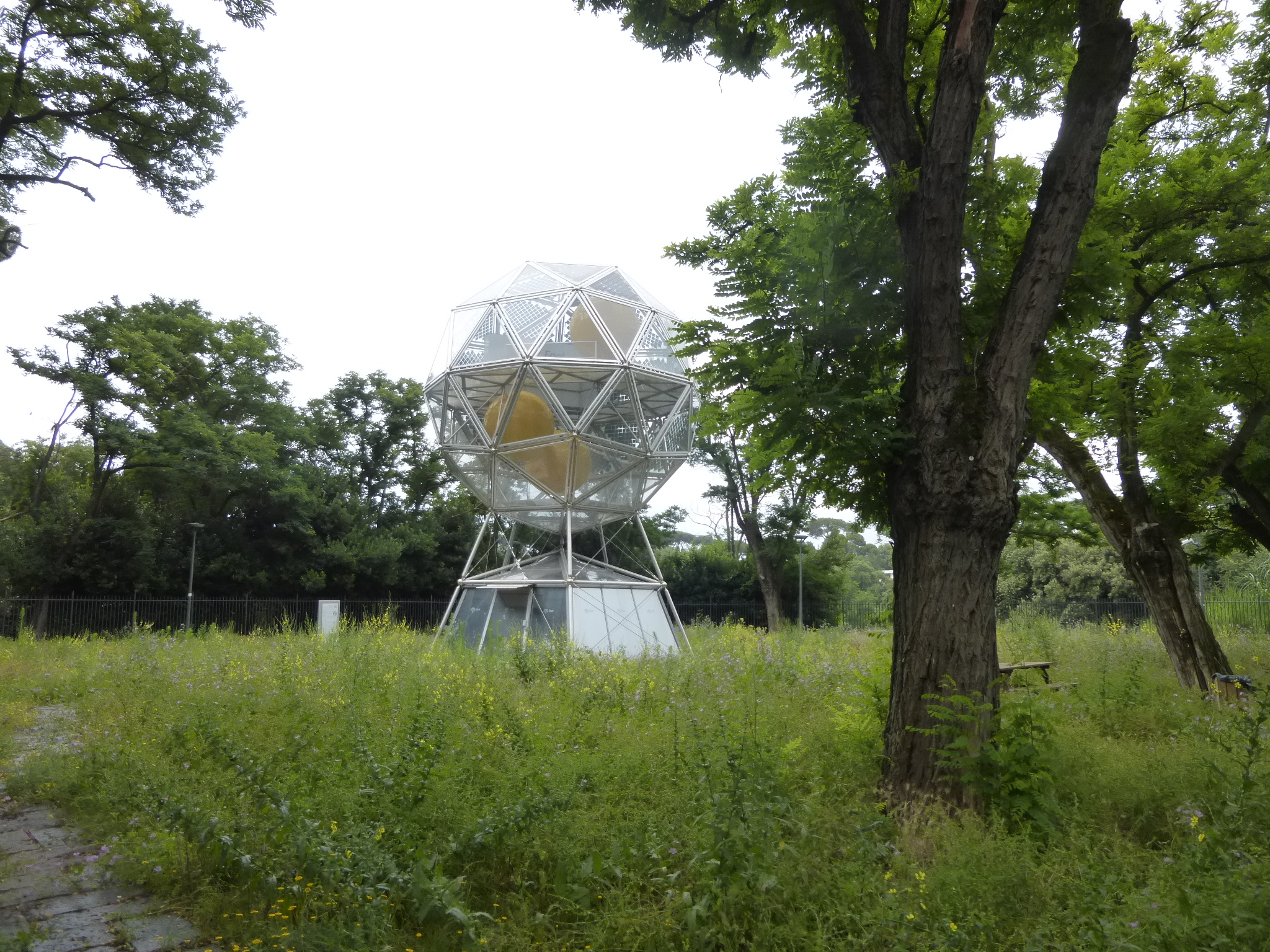
Diamante, installazione a Roma, Valle Giulia

Il progetto Diamante è sviluppato da Enel, così chiamato per la sua particolare forma a diamante. Si tratta di una centrale energetica di nuova generazione, basata sull'impiego di energia solare, trigenerativa in quanto è in grado di produrre elettricità, calore e "freddo". L'energia elettrica è prodotta da pannelli fotovoltaici installati sulla superficie esterna del  diamante. L'energia prodotta dai pannelli, alimenta un elettrolizzatore che dissocia l'acqua in ossigeno e idrogeno. L'idrogeno così ricavato viene accumulato in particolari serbatoi sferici che si trovano all'interno del diamante stesso. In questo modo Diamante è in grado di fornire elettricità anche se la disponibilità di energia solare è carente.